# Iglesia del Buen Pastor (San Felipe)
La Iglesia y Claustro del Buen Pastor es un conjunto religioso ubicado en la ciudad de San Felipe, Región de Valparaíso, Chile. 

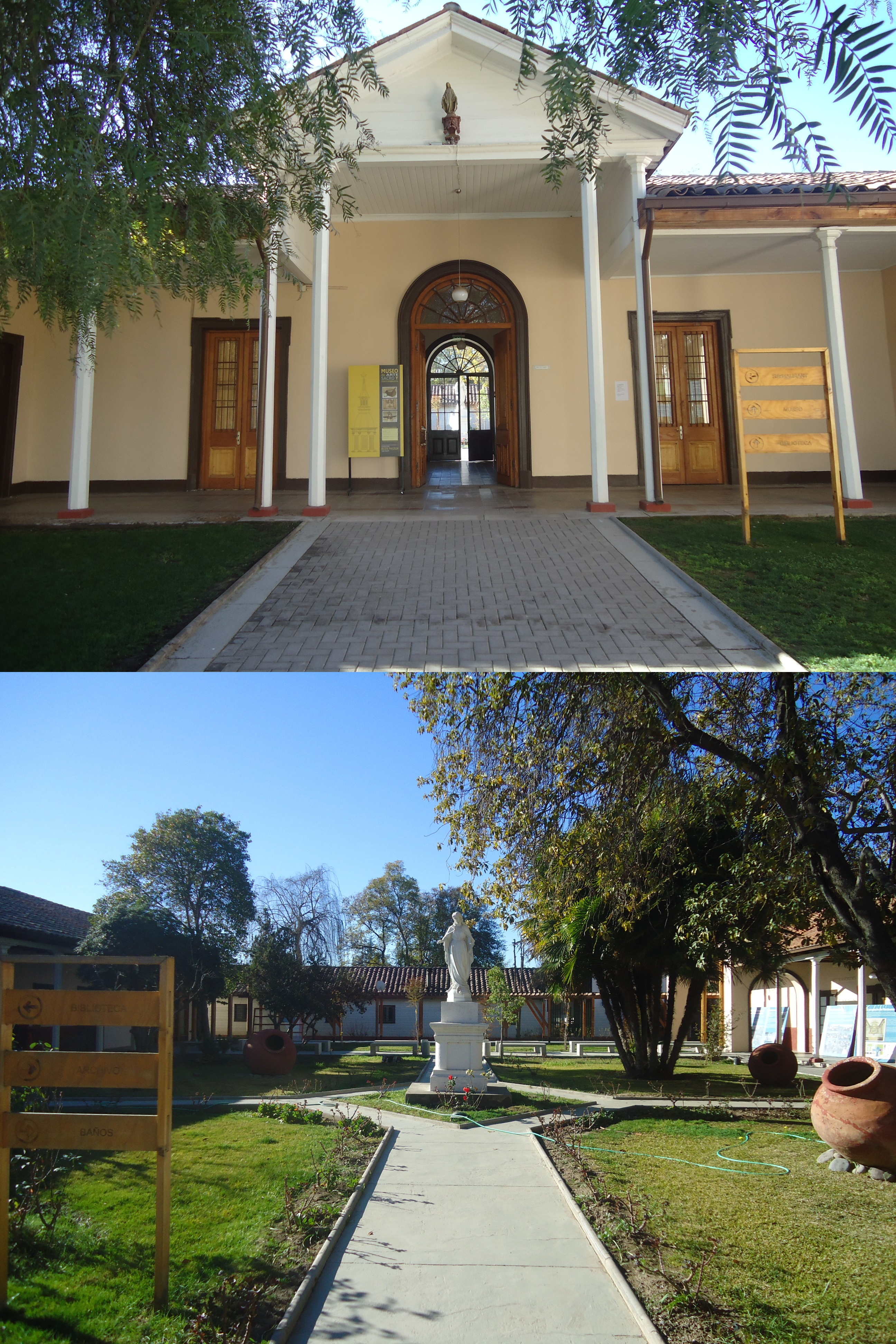
Entrada y patio central del antiguo claustro del Buen Pastor.

## Orígenes
La Congregación de Nuestra Señora de la Caridad del Buen Pastor fue fundada por Santa María Eufrasia Pelletier en Francia, en el año 1835. Por orden de su mentora, se elige a Chile como el primer país al que se enviarán monjas a través de un acuerdo establecido con el Arzobispo de Santiago, Monseñor Rafael Valentín Valdivieso. En 1855 siete monjas arriban a Chile siendo la ciudad de San Felipe el lugar donde el 25 de mayo del mismo año oficialmente se crea la Congregación donde cumplirán la misión designada de "preservar la niñez desvalida y rehabilitación moral de la juventud".

## La Iglesia
En 1783 María y Francisca Febre fundaron un beaterio en la ciudad de San Felipe, donde ya existían desde el siglo XVI. En 1833 ingresó Ignacia del Canto, que murió tres años más tarde y dejó en donación al beaterío los terrenos de la Chacra El Carmen. En estos terrenos se construirían, años después, el Claustro y la Iglesia de la Congregación Buen Pastor.
En 1859 comienza a levantarse el Claustro y en 1876 la Iglesia, siendo Madre Superiora Sor Teresa Letorcart, misma que en 1856 fue enviada a Santiago a crear la segunda casa de la congregación. Su diseño se atribuye al arquitecto Eusebio Chelli, responsable de la construcción de la Iglesia del Buen Pastor en Santiago. Se usó adobe y albañilería para la construcción de la nave central y la torre en madera. El resultado final es una iglesia de tamaño menor y estilo neoclásico, con columnas corintias, una torre y campanario que alcanza los 20 metros de altura y el interior con tres altares, uno central y dos laterales de bronce cincelado con cristales y esmaltes. Se inaugura en 1878 con una misa litúrgica. Además el 3 de mayo de 1879 se funda una escuela de educación básica siendo una de las más antiguas de Aconcagua.

## Crisis y renacimiento
El 29 de septiembre de 1950, por falta de recursos económicos, la congregación se ve obligada a dejar San Felipe y trasladarse a Santiago. En 1989 la iglesia y el claustro fueron declarados Monumento Histórico Nacional.

## Museo
El año 2005, debido al jubileo de los 150 años de su llegada a San Felipe, se inaugura al público un museo en lo que fuera el monasterio de las monjas, con una colección de alrededor de 1000 obras de arte sacro y costumbrista que datan de los siglos XVIII y XIX. El terremoto de 2010 dañó las estructuras de la iglesia y claustro, cerrando sus puertas e iniciando una operación de rescate encabezada por el Consejo Nacional de la Cultura y las Artes y el Ministerio de Obras Públicas para recuperar dicho monumento.